# MAR (cantora)
MAR (nascida Mar Sazatornil Gonzalez, em 11 de novembro de 1998, em Monte Gordo, Algarve, Portugal) é uma cantora, compositora e produtora musical ibérica, nascida em Portugal, com nacionalidade espanhola. A sua música combina elementos de pop alternativo, R&B contemporâneo, hip hop, soul e electrónica, com influências latinas e ibéricas. As suas letras, identidade visual e produção refletem uma abordagem autoral multidisciplinar.

## Carreira
MAR iniciou a sua trajetória com lançamentos independentes como Secret (2017) e Dance (2018). Em 2018, estreou-se nos grandes palcos no Festival MEO Sudoeste, no palco LG Stage. A sua atuação foi destacada pela revista internacional MixMag, que descreveu o cartaz como uma combinação “de rap e EDM com efeito espetacular”, referindo-se à energia das atuações que incluíram MAR.

### Sony Music e primeiros lançamentos (2018–2021)
Em abril de 2018, MAR assinou contrato com a Sony Music Entertainment, com o objetivo de lançar dois projetos originais com distribuição global.. Como parte desta parceria, lançou os singles "Body On Me" e "Be Like" (2018), além de Secret e Dance. Em 2019, lançou Alright (feat. MGDRV), com videoclipe estreado na SIC Notícias.
Em julho de 2019, MAR lançou o single BBYGRL, primeiro tema do EP Purple.wav, sob o selo da Sony Music Portugal. A canção traz influências do R&B dos anos 90, Y2K pop e música eletrónica, e conta com participação do artista LEEROY.
Posteriormente, lançou música de forma independente com os singles Houseparty (2020), Sin Ti (2020) e Dreams (2021).

### Reconhecimento como produtora musical
Em 2025, MAR destacou-se como uma das mulheres pioneiras na produção musical em Portugal, ao produzir oito faixas do álbum Chorar no Club, de Carolina Deslandes. O álbum foi amplamente noticiado em meios como o Expresso e a Comunidade Cultura e Arte.

### MAKTUB Art Group e Virgin Music Portugal (2023–presente)
Em 2023, MAR assinou com o MAKTUB Art Group e lançou os singles CHAMPAIN (2023) e ÏCH (feat. KASHA) (2024), além do EP BADDIEFEST VOL. 1 (2024).
Em 2025, assinou com a Virgin Music Portugal, iniciando uma nova fase artística. O single ATIRA-TE A MIM marcou essa transição e foi descrito pela SAPO Mag como “o início de uma nova viagem”. A capa e identidade visual foram desenvolvidas com o artista visual Another Angelo.
Seguiram-se os lançamentos de:
AQUI AGORA (feat. SleepyThePrince) — a canção foi destaque como capa da playlist oficial do Spotify "SEDA" em 2025.
EXPLICA SÓ — produzida com POTTER, descrita como "brutalmente honesta".
O MEU PAI — uma homenagem pessoal destacada pela FocusMSN como “uma memória viva de saudade”.
Em 2024, MAR abriu o concerto dos D.A.M.A no MEO Arena, com transmissão pela RTP Palco.

## Discografia

### EPs
Purple.wav (2019)
BADDIEFEST VOL. 1 (2024)

### Singles selecionados
Secret (2017)
Dance (2018)
Body On Me (2018)
Be Like (2018)
Alright (feat. MGDRV) (2019)
BBYGRL (2019)
Houseparty (2020)
Sin Ti (2020)
Dreams (2021)
CHAMPAIN (2023)
ÏCH (feat. KASHA) (2024)
ATIRA-TE A MIM (2025)
AQUI AGORA (feat. SleepyThePrince) (2025)
EXPLICA SÓ (2025)
O MEU PAI (2025)